# Ferruccio Guicciardi
Ferrucio Guicciardi Romani (Módena, Italia, 2 de julio de 1895-Cali, Colombia, 4 de enero de 1947). Valiente pionero de la aeronáutica, fue uno de los primeros aviadores de los Andes ecuatorianos y se convirtió en uno de los primeros pilotos comerciales de Colombia, a quienes la oficina de correos de ese país dedicó un sello.

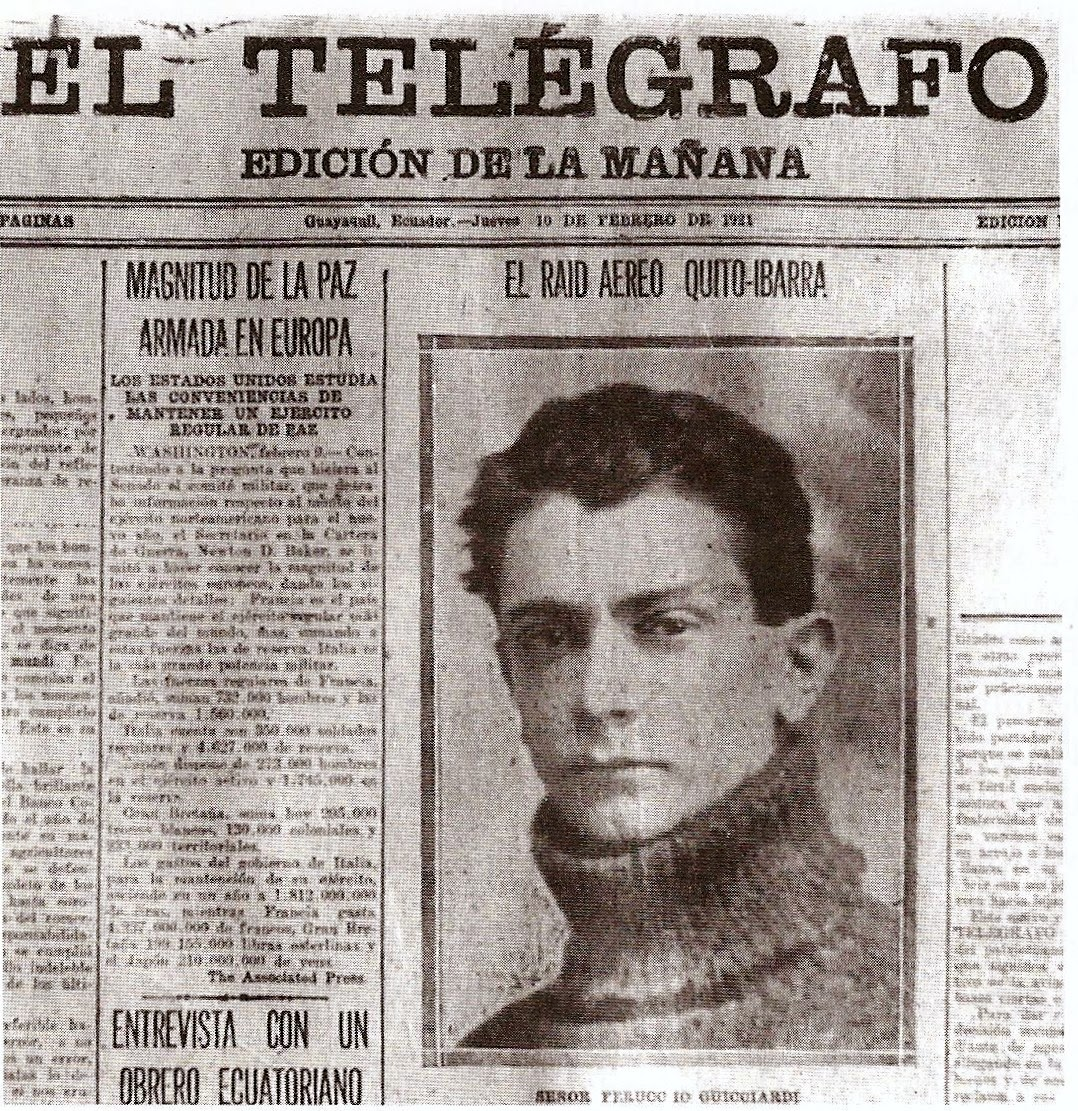

## Biografía
Nació en Módena el 2 de julio de 1895, y con la entrada en la guerra de Italia, el 24 de mayo de 1915, fue puesto en servicio en el Ejército Real, lo que le dio poco tiempo para ingresar a la fuerza aérea. A principios de 1916, fue asignado al 2.º Escuadrón de artillería de observación, equipado con aviones Macchi Parasol, y luego pasó al 42.º equipado con el Caudron G.3. En los primeros días de abril del mismo año, fue trasladado al 71.º Escuadrón de Caza, recientemente establecido, donde se distinguió por ser condecorado por sus acciones con una Medalla de Bronce por su valor militar. El día 29 del mismo mes fue herido en combate. El 1 de enero de 1917 estaba en el escuadrón de caza número 70, el mismo donde estaba activo el as Francesco Baracca, donde obtuvo dos victorias que no fueron reconocidas. En 1918 fue transferido al 77.º Escuadrón, donde se encontró con Elia Antonio Liut, y luego al 73.º Escuadrón, equipado con los combatientes Hanriot HD.1, que permanecieron allí hasta el final de las hostilidades.

### La transferencia a Ecuador y luego a Colombia
En 1920 siguió a Elia Liut al Ecuador con Giannino Ancilotto, Adolfo Bossio, Tullio Petri y el mecánico Giovanni Fedeli. En Ecuador asistió a Liut en el primer vuelo postal realizado en el país entre Guayaquil y Quito, bajo contrato con los dueños del periódico "El Telégrafo" Bettino Berrini y Josè Abel Castillo.
El 4 de noviembre, Liut, tranquilizado por el telégrafo de las condiciones climáticas, despegó el Hanriot HD.1 "Telegraph I" a las 9:30 a. m. desde Guayaquil y, a pesar de las condiciones climáticas adversas, aterrizó en Cuenca a las 11:21. El piloto fue recibido por una multitud de jubilosos y acompañó a la gente en la plaza principal de la ciudad, donde entregó a Ecuador el primer correo aéreo de Ecuador. Inmediatamente después del aterrizaje, Liut envió dos telegramas, uno a Castillo y otro al mecánico Fedeli para informarles sobre el éxito del vuelo y agradecerles su apoyo a su iniciativa, y planeó un nuevo vuelo para llegar a Quito, la capital del país, en dos Etapas: desde Cuenca a Riobamba, y desde aquí a Quito. Para la primera etapa, renunció a la posición de piloto en Guicciardi, que despegó el 19 de noviembre, aterrizó semicongelado en el hipódromo de Riobamba y pasó los 3.806 metros de Bueran. El día 27, Guicciardi y Castillo partieron en tren hacia la capital para organizar los preparativos para el aterrizaje. Al día siguiente, 28 de noviembre, Liut despegó a las 8:53 a. m. sin un mapa, orientándose a lo largo de las vías de la línea ferroviaria. Las maniobras de aterrizaje comenzaron demasiado pronto y logró llegar a la ciudad planeando. Fue su último vuelo a bordo del “Telegraph I”. El avión continuó volando con Guicciardi, que seguía siendo empleado de Castillo, al igual que el mecánico Giovanni Fedeli. El 9 de febrero de 1921, Guicciardi llegó a Ibarra partiendo de Quito, pasando 5.500 metros del pico sin oxígeno con un avión que, más allá de las desventajas conocidas, comenzó a tener varios kilómetros de desgaste en el motor. El 1 de febrero realizó un vuelo de ida y vuelta de Ibarra a Itavalo sin mayores problemas. El 16 de febrero salió de Ibarra para llegar a Tulcán, pero debido al agotamiento de la gasolina, tuvo que hacer un aterrizaje de emergencia en la granja de un campesino solitario. Al llegar a la ciudad de San Julián, se reabasteció de combustible y, una vez llenó el tanque, partió nuevamente para llegar a Tulcán. El 7 de marzo aterrizó en Pasto, en territorio colombiano, donde entregó el primer correo aéreo entre los dos países, y se le informó de que la ciudad de Cali ofrecía un premio en efectivo al aviador que fue el primero en llegar con su propio avión. El 21 de marzo, despegó de Pasto y aterrizó en Calí, en el terreno de un tal Pío Rizo, y terminó en medio de un potrero de caballos. En el siguiente período realizó numerosas demostraciones aéreas, decidiendo mudarse permanentemente a Colombia.

### La actividad en Colombia
La aerolínea CCNA (Compañía Colombiana de Navegación Aérea) le ofreció un puesto de piloto, el que aceptó. El 15 de junio, despegó de Barranquilla con un Farman F.60 Goliath, propiedad de la compañía desde hace mucho tiempo, con destino a Medellín, un vuelo de unos 500 km. Debido a diversos problemas, el vuelo tuvo lugar en etapas, que terminaron solo el 24 de julio. Con la intención de iniciar un servicio de transporte aéreo de pasajeros, la SCADTA (Sociedad Colombo-Alemana de Transportes Aéreos) estableció en 1923 su propia sucursal LIADCA (Líneas Aéreas del Cauca), confiándole la gerencia. El servicio de transporte aéreo se desarrollaría entre las ciudades de Medellín, Manizales, Cartago y Cali, y para este fin se compraron dos aviones Fokker F.II Express equipados con motores alemanes.
En diciembre de 1923 junto al también aviador José Ignacio Forero llevaron a los dos aviones Fokker C.II., "Cali" y "Manizales" desde Barranquilla para llegar a Puerto Wilches y luego a Medellín. Cerca de Calamar, debido a una falla en el motor, los dos aviadores aterrizaron en las orillas del río Magdalena, desde donde despegaron una vez que se hicieron las reparaciones necesarias el 30 de diciembre. La compañía LIADCA (subsidiaria de SCADTA) se puso en liquidación debido a un accidente aéreo el 8 de junio de 1924 que causó serias dificultades financieras a SCADTA, tanto que tuvo que cerrar su subsidiaria, por lo que Guicciardi fue trasladado a esta última. Al estallar la guerra colombo-peruana (1932-1933), prestó sus servicios a la Aviación Militar Colombiana, realizando misiones de reabastecimiento de combustible, transporte y reconocimiento. El Ministro Alfonso Araujo lo nombró Delegado Técnico de la Comisión encargado de seleccionar un nuevo tipo de avión de entrenamiento para equipar los departamentos de aviación militar. Murió de cáncer en Cali el 4 de enero de 1947, y su cuerpo fue enterrado dentro de la iglesia de San Fernando Rey en Cali. En su tumba está el siguiente epitafio: “Desde el cielo viniste y al cielo volviste”.

## Condecoraciones
"Medalla de Bronce al valor militar" 

Piloto de un avión, hábil y valiente, realizó numerosos cruceros y varias combates a gran altitud, enfrentándose valientemente y repeliendo a los aviones enemigos, a pesar de las condiciones climáticas adversas y las dificultades de las zonas alpinas. Cielo del Trentino e del Carso, 16 aprile-15 diciembre 1916

### Anotaciones
1. ↑  Los dos aeroplanos fueron bautizados con los nombres de "Medellín" y "Manizales". Dentro de la cabina estaba el piloto, el copiloto y un pasajero.
2. ↑  En esa fecha el Junkers F-13 "Tolima" se accidentó, causando la muerte del aviador Helmuth von Krohn y el presidente de SCADTA Ernesto Cortissoz, pionero de la aviación colombiana.

### Prensa
- Angelo Emiliani, Alberto Magnani (ottobre-novembre de 2015). «Sulle Ande volano i Condor italiani». Piloti italiani su ali straniere. Ali di Gloria (Parma: Delta Editrice) (22): 68-74.
- «Elia Antonio Liut». Friuli nel Mondo (Udine: Ente “Friuli nel Mondo”) (674): 8-9. dicembre de 2010.
- Portal:aviación. Contenido relacionado con biografía.

### Categorías wiki italiano
- Datos: Q21208321